# سید ابوالفضل حسینی
سید ابوالفضل حسینی (۱۲۶۵–۱۳۵۴ ش) مجتهد شیعه ایرانی فرزند سید ابوطالب (۱۲۶۱–۱۳۲۴ ق)
در سدهٔ چهاردهم است.

## زندگی

آقا میر سید ابوالفضل حسینی (۱۲۶۵-۱۳۵۴ ش) نسب او بر اساس شجره‌نامه خانوادگی با ۳۳ واسطه به علی بن حسین امام چهارم شیعیان می‌رسد. بخشی از دروس ابتدایی و مقدمات را نزد پدر خود آموخت و برای ادامه تحصیلات به مدرسه علمیه صالحیه قزوین رفت که این مدرسه در قرن سیزدهم یکی از عظیم‌ترین مدرسه‌های فلسفی شیعه بوده، بنیان‌گذار و مؤسس آن برغانی قزوینی شیخ محمد صالح برغانی قزوینی (م. ۱۲۷۱ ه. ق) است و برای این مدرسه زبده‌ترین استادان را جهت تدریس علوم گوناگون گرد آورده بود. از جمله استادان وی در فقه و اصول - در قزوین - فقیه محقق، حضرت آیه الله حاج ملا علی اکبر ایزدی سیادهنی تاکستانی (م. ۱۳۴۰ ق) است. در طول دوران تحصیلات حوزوی با بزرگانی همچون شیخ علاء الدین شهیدی قزوینی و میرزا محمود فخر الاسلام هم مباحثه و هم دوره بودند.

## استادان
- آیت‌الله حاج ملا علی اکبر ایزدی سیادهنی
- شیخ ابوالقاسم بادکوبه‌ای
- شیخ علی طارمی
- شیخ علی اکبر کلنجینی

### استادان او در خوشنویسی
- شیخ رضا خوشنویس
- شیخ محمد رضا قزوینی
- شیخ علی شالی، معروف به سکاک

## فرزندان
او پنج فرزند دارد که عبارتند از
- سیده ربابه حسینی
- سیده زهرا حسینی
- سید مقتدا حسینی
- سید ابوالقاسم حسینی
- سید مهدی حسینی

## شاگردان
برخی از شاگردان او که به نوبه خود از مشاهیر ابهر بوده، عبارتند از:
1. رضا محرمخانی
2. میرزاآقا باباحاجی حصار قاجاری

## آثار

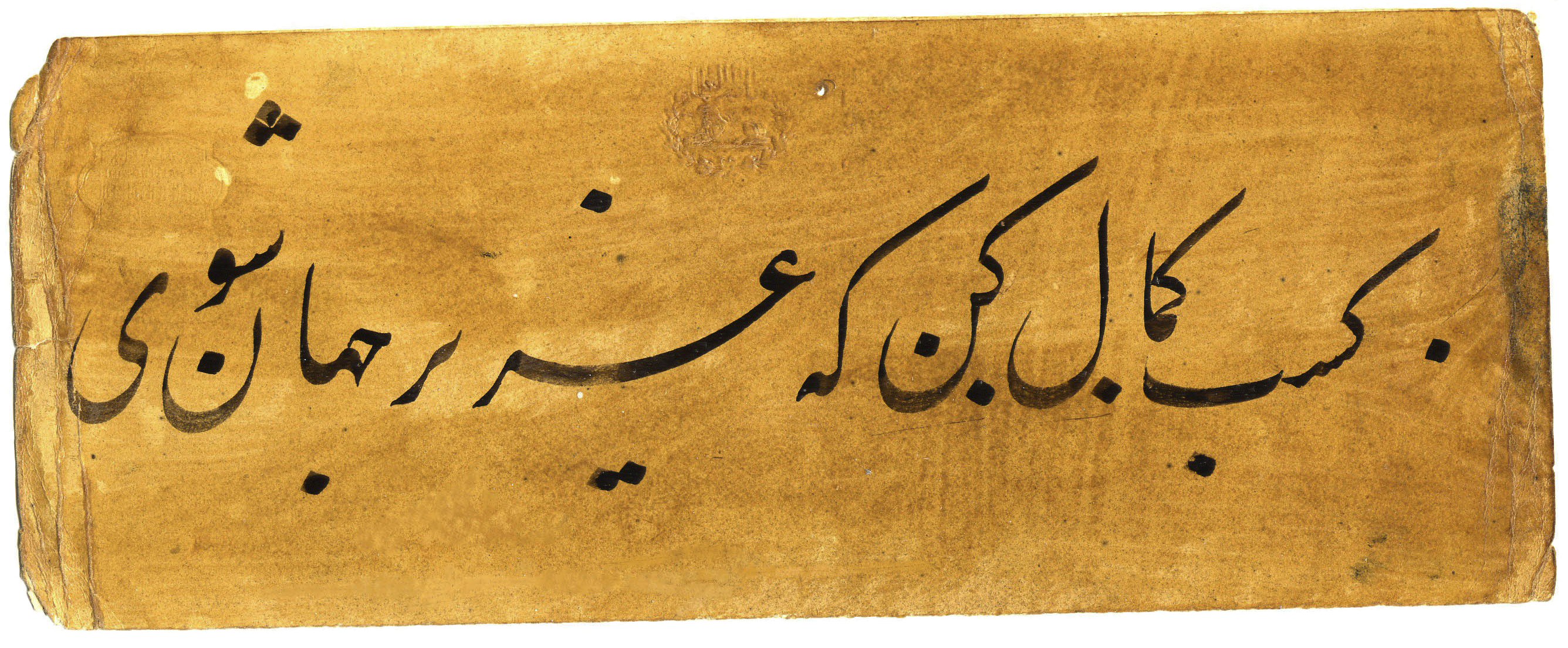
نمونه‌ای از خط آقامیر سیدابوالفضل حسینی که اصل آن در نگارخانه میرشهاب الدین موجود می‌باشد

- کتب خطی و دست نوشته‌ها با خط شکسته نستعلیق که نمونه‌های از آثار ایشان در نگارخانه میر شهاب‌الدین موجود است.